# Maximum Overload
Maximum Overload — шестой студийный альбом британской пауэр-метал-группы DragonForce, вышедший 15 августа 2014 года в Германии, 18 августа в Европе и 19 августа в Северной Америке. Демоверсия песни «Defenders» из нового альбома выложена на официальный канал группы в YouTube. 18 июня 2014 года на официальном канале группы выложен клип к песне «The Game».

## Список композиций
| №   | Название                             | Длительность |
| --- | ------------------------------------ | ------------ |
| 1.  | «The Game»                           | 4:53         |
| 2.  | «Tomorrow’s Kings»                   | 4:03         |
| 3.  | «No More»                            | 3:50         |
| 4.  | «Three Hammers»                      | 5:50         |
| 5.  | «Symphony of the Night»              | 5:19         |
| 6.  | «The Sun is Dead»                    | 6:34         |
| 7.  | «Defenders»                          | 5:45         |
| 8.  | «Extraction Zone»                    | 5:06         |
| 9.  | «City of Gold»                       | 4:43         |
| 10. | «Ring of Fire» (Кавер на Джонни Кэш) | 3:15         |

| №   | Название                    | Длительность |
| --- | --------------------------- | ------------ |
| 11. | «Power and Glory»           | 5:06         |
| 12. | «You’re Not Alone»          | 4:38         |
| 13. | «Chemical Interference»     | 5:12         |
| 14. | «Fight to Be Free»          | 4:45         |
| 15. | «Summer’s End»              | 5:28         |
| 16. | «Galactic Astro Domination» | 1:32         |

## Участники
- Марк Хадсон — вокал
- Герман Ли — соло- и ритм- гитара, бэк-вокал
- Сэм Тотман — соло- и ритм- гитара, бэк-вокал
- Фредерик Леклер — бас-гитара, бэк-вокал
- Вадим Пружанов — клавишные, бэк-вокал
- Дэйв Макинтош — ударные

## Приглашенные музыканты
- Мэтт Хифи — вокал